# Wii Music
O Wii Music é um jogo eletrônico para o console Wii, no qual são simulados instrumentos musicais usando o Wii Remote. No jogo são disponíveis mais de 60 instrumentos, divididos em 4 tipos básicos: violão, piano, violino e bateria. O jogo tem múltiplos reviews.
Os modos básicos de jogo são:
- Jam: Modo principal de jogo, onde sozinho ou com amigos (até 3 localmente) você escolhe instrumentos e uma dentre as 50 músicas do jogo, para uma sessão musical. Existem 6 linhas de som a serem seguidas, e é possível gravar-se tocando nas diversas linhas para compor uma música final. Apesar da necessidade de escolher uma das 50 músicas existentes, devido a liberdade dada aos jogadores é possível improvisar e praticamente criar novas músicas, já que ao contrário de jogos como Guitar Hero, não há um modo único de se tocar cada música, e nem uma pontuação final.
- Lessons: aulas de música, indicando as diferenças dentre as 6 linhas de melodia, e dentre os diversos estilos musicais.
- Video: assistir videoclipes gravados previamente nos outros modos de jogo, ou enviados por algum amigo.
- Game: 4 tipos de mini-jogos:
  - Drums: simulação de bateria, necessita da Wii Balance Board.
  - Mii Maestro (ou Open Orchestra na Europa): assumir o lugar de um maestro, utilizando o wiimote como batuta.
  - Handbell Harmony: tocar os sinos na hora correta, de acordo com a indicação na tela. Lembra o estilo de jogos como Guitar Hero.
  - Pitch Perfect: testes envolvendo conhecimento musical, reconhecimento de notas e outros.

Foi criado para ser um jogo de lançamento, já que foi divulgado antes do lançamento do Wii, mas por atrasos na produção o jogo ficou disponível para o mercado apenas em 2008.